# The 1st Shop of Coffee Prince
The 1st Shop of Coffee Prince  ((hangeul : 커피프린스 1호점 ; RR : Keopipeurinseu 1 Hojeom) est une série télévisée coréenne de 2007 mettant en vedette Yoon Eun-hye, Gong Yoo, Lee Sun-kyun et Chae Jung-an. Elle est basée sur le roman du même nom écrit par Lee Sun-mi. Elle a d'abord été diffusée en Corée du Sud sur MBC du 2 juillet au 28 août 2007.

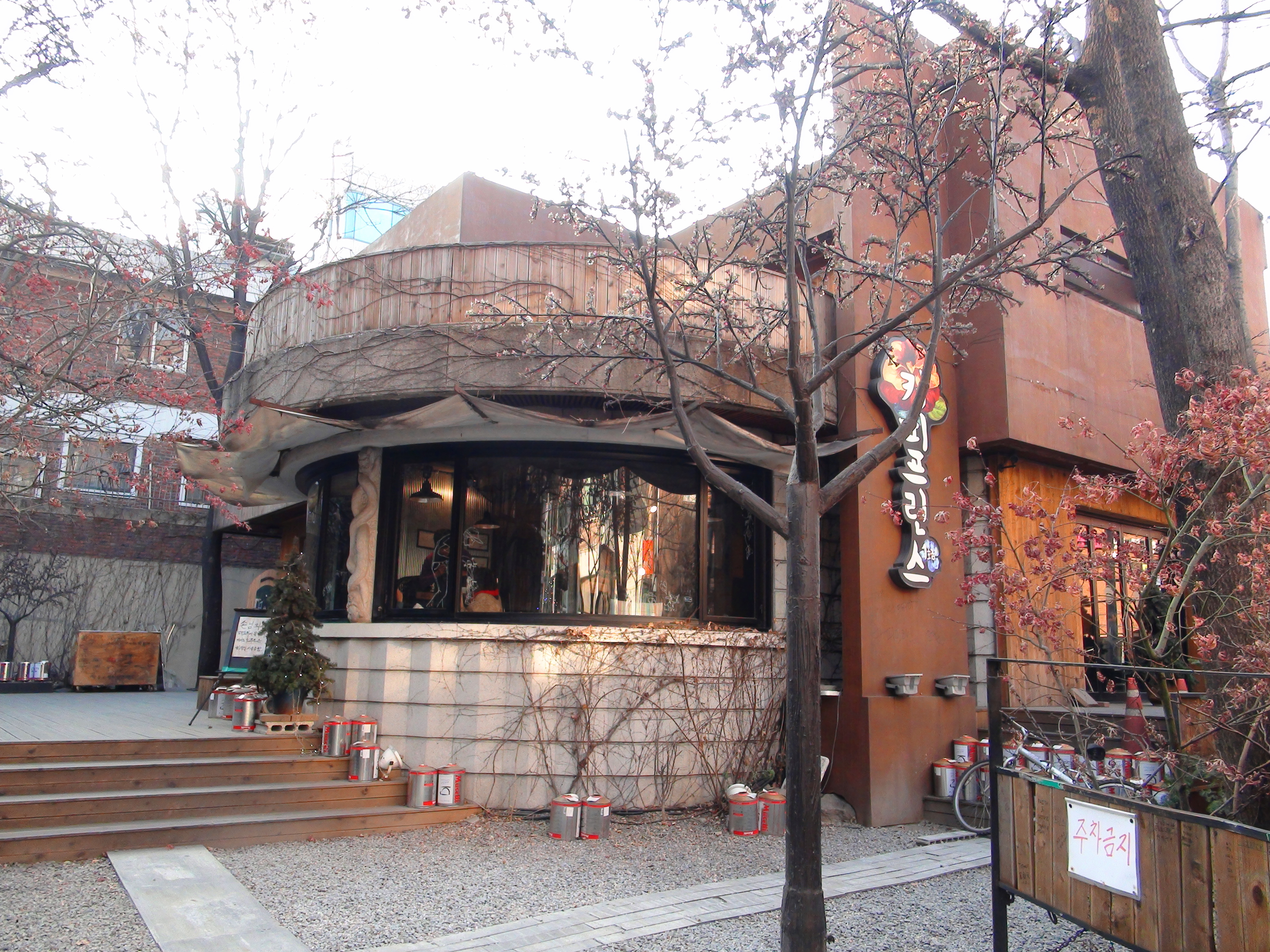
L'extérieur du tournage à Hongdae, Mapo-gu, Séoul en 2012.

Il s’agit d’une histoire d'amour entre une femme garçon manqué prétendant être un homme et un jeune magnat de l’alimentation. Cette série contient des éléments de  «pseudo-homosexualité» car le jeune homme croit tout d'abord avoir affaire un garçon et non à une femme.

## Scénario
Choi Han-gyul (Gong Yoo) est le fils de la troisième génération de propriétaires d'un chaebol spécialisé dans l'alimentaire. Il n'a jamais eu de travail, ni aucune responsabilité. Han-gyul est coincé sur son premier amour, Han Yoo-joo (Chae Jung-an), et ne veut absolument pas se marier malgré les demandes répétées de sa famille. D'un autre côté, Ko Eun-chan (Yoon Eun-hye) est une jeune femme de 24 ans, un véritable garçon manqué qui est souvent prise pour un homme. Pour subvenir aux besoins de sa famille, elle prend tous les emplois possibles : professeur de Taekwondo, serveuse, livreuse de nourriture. Elle a en plus la charge de prendre soin de sa mère dépensière et de sa jeune sœur turbulente. Lorsqu'elle rencontre Han-gyul lors d'une livraison, celui-ci la prend pour un homme et décide de l'engager pour échapper aux rendez-vous arrangés par sa grand-mère en la faisant passer pour son petit-ami.
Dans le même temps, Choi Han-seong (Lee Sun-kyun), le cousin de Han-gyul, est un producteur de musique et son ex-petite amie, Han Yoo-joo, est une artiste reconnue qui a étudié à New-York. Ces deux derniers étaient amoureux pendant près de 8 ans, mais leur relation s'est terminée lorsque Yoo-joo a laissé tombé Han-seong pour un autre homme. Deux ans après leur séparation, leurs chemins se recroisent lorsqu'elle retourne à Séoul. Han-seong est dans un premier temps en colère contre elle, mais finit par succomber à ses sentiments persistants et reprend avec elle.
Après un ultimatum de sa grand-mère, Han-gyul doit reprendre un vieux café qui tombe en ruine, qu'il renomme par la suite "Coffee Prince", pour prouver à sa grand-mère et à Yoo-joo qu'il en est capable. Dans le but d'attirer une clientèle féminine, il n'engage que des hommes séduisants. Eun-chan, ayant désespérément besoin d'argent, continue de lui cacher sa véritable nature afin d'obtenir un travail au Coffee Prince.
Eun-chan devient aussi amie avec Han-seong, et est attirée par lui dans un premier temps du fait de sa gentillesse. Han-seong apprécie également passer du temps avec elle, et il l'embrasse impulsivement, causant une rupture avec Yoo-joo, qui ne sera que de courte durée.
Rapidement, des sentiments commencent à se développer entre Eun-chan et Han-gyul. Mais comme il ne sait pas qu'elle est une femme, Han-gyul commence à se poser des questions sur sa sexualité, plongeant ainsi dans la tourmente. Lorsqu'il apprend la vérité sur Eun-chan, il se sent blessé et trahi. Cependant il lui pardonne et ils finissent par sortir ensemble. Ils rencontrent néanmoins une forte opposition de la famille de Han-gyul à cause de l'origine modeste de Eun-chan, mais la grand-mère de Han-gyul est finalement impressionnée par l’indépendance et l'ambition de la jeune femme après l'avoir rencontrée. Elle décide d'aider à payer des études de barista. C'est enfin après deux ans de relation à distance qu'Eun-chan revient en Corée du Sud auprès de Han-gyul.

## Distribution
- Yoon Eun-hye - Ko Eun-chan
- Gong Yoo - Choi Han-gyul
- Lee Sun-kyun - Choi Han-sung
- Chae Jung-an - Han Yoo-joo
- Lee Eon - Hwang Min-yeop (serveur au Café-Prince)
- Kim Dong-wook - Jin Ha-rim (serveur au Café-Prince)
- Kim Jae-wook - No Sun-ki (chef gaufres au Coffee Prince)
- Kim Chang-wan - Hong Gae-shik
- Kim Young-ok - grand-mère de Han-kyul et Han-seong
- Kim Ja-ok - mère de Han-kyul
- Choi Il-hwa - père de Han-kyul
- Park Won-sook - mère de Eun-chan
- Han Yeh-in - Ko Eun-sae (Sœur cadette Eun-chan)
- Yoon Seung-ah

## Diffusion internationale
- MBC (2007)
- MBC America/Pasiones USA
- All TV
- GMA Network
- Indosiar / Antv
- Fuji Television
- Videoland Drama
- TVB / Now TV
- TVes
- Panamericana Televisión
- SERTV Canal 11
- Amérique latine: Pasiones
- Red Guaraní
- Arabie Saoudite (décembre 2013) sur MBC4

## Autres versions
- Coffee Prince (GMA Network, 2012)

## Accueil

### Réception dans les pays francophones
Le drama est bien reçu dans les pays francophones, du côté des spécialistes comme des spectateurs. Depuis sa diffusion, il a atteint un statut culte.
The 1st Shop of Coffee Prince figure dans la sélection établie par Jessica Cohen, la créatrice du magazine K-Society, dans l'ouvrage K-dramas : 100 séries télé coréennes incontournables. Cette dernière affirme que le drama esquive les clichés tout en traitant de sujets majeurs : « Bien que l'on puisse s'attendre à une comédie romantique typique de la jeune fille au milieu de beaux chevaliers, la série explore des thèmes importants comme les liens familiaux, l'amitié, le dépassement de soi mais également l'homosexualité, un sujet tabou à l'époque et toujours sensible en Corée de nos jours ». Elle souligne également le casting, dont la plupart des membres sont devenus des figures incontournables des petits ou grands écrans sud-coréens.
Cet avis est partagé par la vidéaste Sam dans son Guide des K-dramas : 150 recommandations de dramas asiatiques : « Portée par des acteurs aujourd'hui très célèbres, Coffee Prince a marqué toute une génération par son couple emblématique. [...] L'immersion dans ce mignon petit café coréen est totale et la romance sait toujours autant ravir nos [cœurs] ».
Le site spécialisé Nautiljon recense une moyenne de 8,56/10 et SensCritique une moyenne de 7,5/10.

## Support physique
Un coffret DVD est édité en France courant 2011 par Dramapassion.